# Дінай
Діна́й — українська компанія, яка розробляє й обслуговує комп'ютерні довідники з законодавства (довідково-правові системи).
Окрім розробки спеціального програмного забезпечення, діяльність компанії направлена на збір і аналіз українського законодавства, консалтинг в області бухгалтерського обліку та оподаткування, технічну та інформаційну підтримку користувачів.

## Історія
Заснована 25 грудня 1992 року підприємцем Андрієм Найдеком.[джерело?]
З 6 по 8 грудня 2000 року компанія була представлена на Першому Міжнародному форумі економічного співробітництва «Партнерство в ім'я злагоди та розвитку», що проходив у Києві.
У 2007 році компанія стала лауреатом професійної премії «Український юридичний Олімп» у номінації «За аналітичну систематизацію законодавства України».

## Продукти
Серія комп'ютерних довідників компанії складається з декількох збірок довідко-інформаційних систем: однієї загальнозаконодавчої (Дінай: Професіонал), а також із шести спеціалізованих (Дінай: Гросбух, Дінай: Бос, Дінай: ЗЕДекспер, Дінай: Цінні папери, Дінай: Страхування, Дінай: Судова практика).